# 傅苹
傅苹（英語：Ping Fu，1958年—）是一家设计和制造3D软件技术的软件开发公司杰魔公司的联合创始人和CEO。从2010年起,她在美国商业部组织的创新和创业国家咨询委员会中任职。她也是Long Now Foundation董事会成员。Inc.com曾评选她为2005年的“年度企业家”。2012年2月，美国公民及移民服务局授予她为“杰出美国人”之一。

## 自传争议
2012年12月31日，傅苹在美国出版了她的英文自传《弯而不折》。《福布斯》杂志的Jenna Goudreau采访了她，并发表了一篇英文报道。这篇文章随后被译成中文，发表在福布斯中文网上。该文在中文互联网上引起注意，网民认为书中有大量伪造历史的谎话。自由职业者方舟子写了文章质疑。对此，《福布斯》的Jenna Goudreau对傅苹进行了回访，并根据傅苹的反馈修正了原报道的标题及部分内容。2013年2月1日，傅苹在赫芬顿邮报上发表英文博客，选择性地回答了对她的质疑：
| 质疑                                                                                                 | 傅苹的回应 | 苏州大学的回应 |
| --- | --- | --- |
| 在文革中，儿童是不会被送去劳改的。                                                                   | 我从未说过被“劳改”。我的意思是，8岁起，我和妹妹住在一所被政府掌管的大学宿舍，同时被要求学工学农。 | 1976年高中毕业后于1977年在南京无线电专用设备修造厂当过一年工人，月工资17元。                                                                                  |
| 当时只有5%的人能上大学，你在文革十年中没受到什么教育，如何考上的？                                   | 1972年后学校复课了，我非常刻苦地学习，家人都知道我从不关灯。 | 从傅苹自己填写的学籍卡可以看到，她受过完整的中学教育。在1976年毕业于南京光华门中学，且中学期间担任班长，1973年加入中国共产主义青年团。                        |
| 苏州大学是1982年成立的，你如何在77年就入学？                                                         | 书中写错了，我是77年考试，78年入学的。当时学校的名字是“江苏师范学院”，在我毕业前才改名为“苏州大学”。 | |
| 你曾说你亲眼目睹老师被四马分尸，这在当时是不可能的。                                                 | 直到现在我仍觉得我当时是看见的。当然我当时只有8岁，被迫离开父母对我的刺激很大，我常作噩梦，也可能我记错了。 | |
| 你说你被人轮奸，这是不可能的。                                                                       | 这是真的，我到现在身上还有伤疤。 | |
| 你说你在苏州大学发表的关于杀婴的论文引起了全国媒体的注意，你因此被判流放，是真的吗？                 | 《福布斯》杂志弄错了，我的论文并没有发表。我并没“被判流放”，只是被告知必须“悄悄地离开”中国。我被告知我被抓的原因是我写了那篇论文。 | 江苏师范学院中文系毕业论文都是以文学和语言学为研究对象，而不会涉及“杀害女婴”这一涉及社会学的内容。                                                            |
| 你的论文被上海的《文汇报》和《人民日报》报道，但是检索当时的《人民日报》档案，并无杀女婴的报道。     | 我记得在1982年在一张报纸上读到一篇关于男女平等的社论。我并不是那篇社论的作者，我也不确定它是否与我的论文有关（见我的书253-255页）。我并没有给出那张报纸的名字，因为我不能确定是哪张报纸，我只记得是份很有影响力的报纸。                                                                | |
| 为什么没人知道联合国在1981年制裁了中国？你又是怎么知道的？                                           | 我在等我的护照的时候听说的。我在网上查了一下，美国记者Steven W. Mosher确实报道过1981年杀女婴的事，他在1983年出版了一本关于书（《Broken Earth》），就是关于这个题材的，那一年我正好在等护照。根据《洛杉矶时报》2012年的报道，Mosher成功游说当时的美国总统小布什削减联合国对中国的援助。 | |
| 你说你在校园里走的时候突然被套上黑头套，接着塞进了一辆车里被带走。这是真的吗？                       | 这是真的，我后来再也没有回去上课。我的同学被告知我精神崩溃了。我被释放后也老实呆在家里。 | 傅苹于1982年3月就退学了，所以怎么可能于1982年秋天还在校园里准备毕业论文呢？即便是她的同年级同学，1982年的秋天也都早就毕业离校去工作了（当年是包分配工作的）。 |
| 你说你被关了三天，差点被劳改，是真的吗？                                                             | 我被告知“悄悄地”离开中国，“再也别回来”（第258页）。 | |
| 为什么你一个名不见经传的本科生会被驱逐出境？这待遇是给有名的异议人士的。                             | 我在书里说了（257-261页），我被命令离开中国，他们并没有规定我要去哪儿。我是在一个新墨西哥大学的家庭朋友的帮助下拿到学生签证的。这段经历在第258-259页有详细描述。 | |
| 有些中国学生通过编造在中国受迫害的经历取得绿卡。                                                     | 我从未申请过政治避难。 | |
| Inc.杂志说你在苏州大学修的是英国文学。                                                               | 我修的是中国文学。Inc. 杂志的编辑写错了。我书里写的是“中国文学”（第99页）。 | |
| 美国媒体说你刚来美国时只会说三个英文单词，但对于是哪三个，不同的媒体有不同的版本，你到底会几个单词？ | 大学里有英语课，但并不是必修的。我当时的英语水平是零。我在知道要来美国后确实试图学一些英语，但到了美国后我还是只能记得几个单词。 | 1978年10月—1979年7月，其英语成绩为“优”，1979年9月—1980年7月，其英语成绩为“88”分，两次考试成绩在班内均属中上等水平。英语是学生的必修课。                       |
| Fast Company 杂志上有一张你的照片，照片里你带着红卫兵袖章，在红卫兵的旗下。你说你不是红卫兵？        | 你仔细看那张照片，就会发现我没有带红袖章。我在书里说过，72年以后我的处境有所缓和，这张照片就是在70年代后期照的。但我从来没有加入过红卫兵。 | 从傅苹自己填写的学籍卡可以看到，她受过完整的中学教育。在1976年毕业于南京光华门中学，且中学期间担任班长，1973年加入共青团。                                    |

2月2日，方舟子对傅苹的答复又进一步提出质疑。2月3日，傅苹在推特上称方的第二轮质疑充满了错误，并认为方应该把事实弄清楚。此后傅苹没有再回应方舟子等人就她在中国甚至在美国经历的诸多质疑。
6月11日和14日，傅苹的母校苏州大学发布了两份官方声明，随后又举行新闻发布会，澄清了她自传中的一系列不实之处。
|  | 根据上述调查结果，我校认为傅苹在书中所写内容严重失实，不仅损害了苏州大学的名誉，也使我们国家形象受到损害，我们将保留追究的权利！ |